# Raion d'Orhei

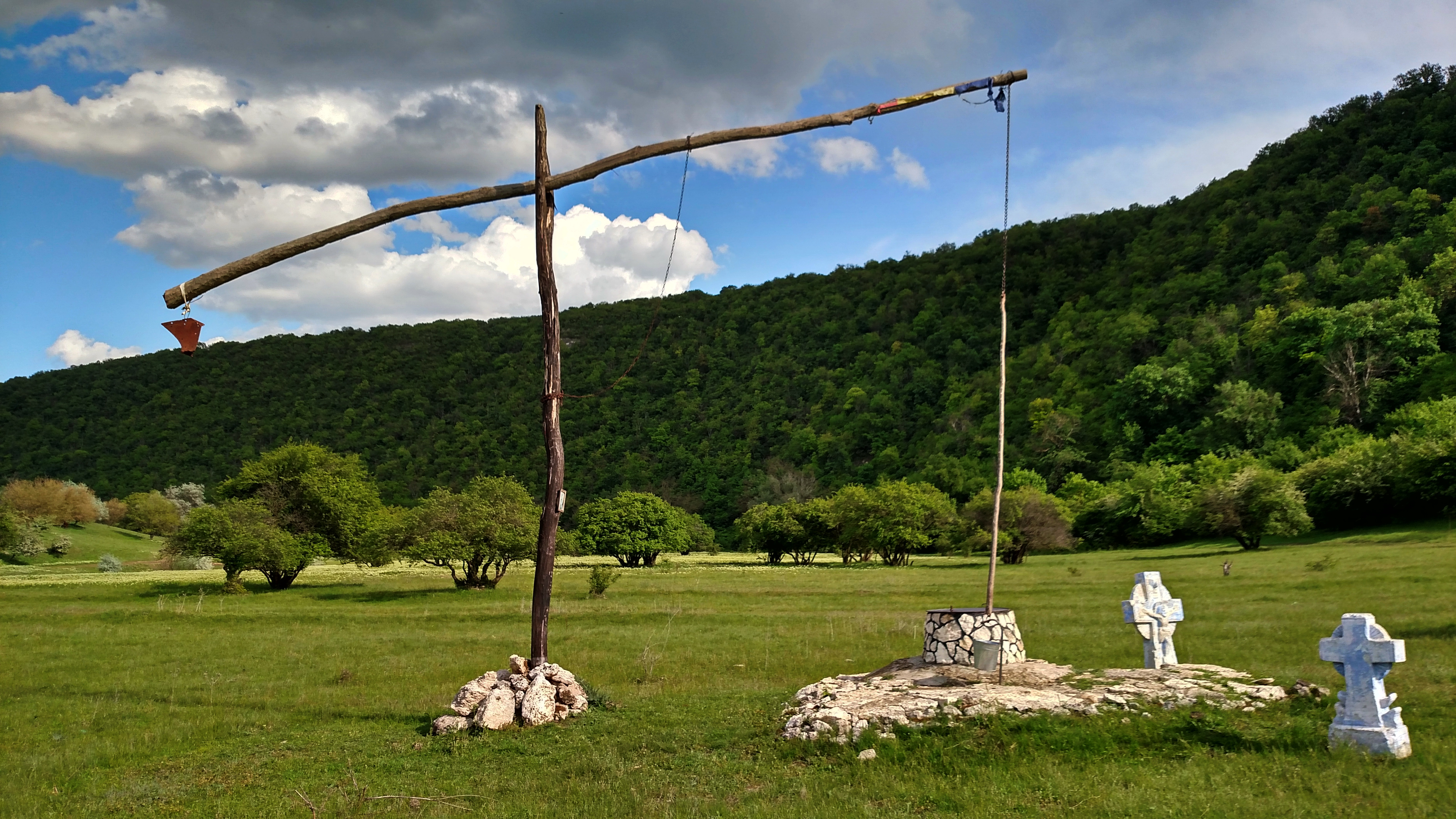
Réserve paysagère de Trebujeni dans le raion d'Orhei. Mai 2016.

Le raion d'Orhei est un raion de la république de Moldavie, dont le chef-lieu est Orhei. En 2014, sa population était de 101 502 habitants.

## Démographie
| Groupe ethnique      | %    |
| -------------------- | ---- |
| Moldaves et Roumains | 95,3 |
| Ukrainiens           | 3,0  |
| Russes               | 1,3  |
| Autres               | 0,3  |
| Roms                 | 0,1  |
| Bulgares             | 0,1  |
| Gagaouzes            | 0,1  |

## Économie
40 693 entreprises sont implantées dans le raïon.

## Religions
- 98,4 % de la population du raïon est chrétienne, dont une grande partie sont orthodoxes.
- 1,6 % de la population est athée ou sans religion.